# Joan González i Pellicer
Joan Gonzalez i Pellicer (Barcelona, 1868 — 1908), fou un pintor i escultor català, germà de Juli González i Pellicer i nebot de Josep Lluís Pellicer.
La seva formació i contacte amb la forja i l' orfebreria va començar al taller del seu pare de qui aprengué l'ofici.
Els seus estudis els va realitzar a l'Escola de Belles Arts i el taller de Rossend Nobas. És una època que va freqüentar Els Quatre Gats i estableix amistat amb Pablo Picasso, que tot i la seva joventut ja començava a tenir èxits.
Comença a treballar al taller del moblista Francesc Vidal, on fou mestre de Gaspar Homar i de Lluïsa Vidal i on acabaria dirigint l'estudi de decoració.
A partir de 1900, seguint l'exemple de Picasso, va viatjar a París amb el seu germà Juli. S'instal·la a Montparnasse i fa amistat amb Max Jacob, el crític Maurice Raynal i amb altres artistes de la colònia espanyola com ara Pau Gargallo o Zuloaga.
Va exposar al Saló de París d'Indépendants de 1908, juntament amb el seu germà, Nonell, Pichot o Regoyos, entre d'altres.
Posteriorment, cau malalt i va tornar a Barcelona el 1906, on exposà a la Sala Parés.
El 1908 morí a Barcelona i el seu germà Juli va patir una depressió que li va durar mesos.
Va deixar una gran quantitat de dibuixos amb escenes de camp i de ciutat, personatges i autoretrats, a més de pintures i escultures. Una obra molt poc coneguda a causa de la seva mort prematura. El Museu Nacional d'Art de Catalunya conserva una bona mostra de la seva producció de pintures i dibuixos donades per Carmen Martínez i Viviane Grimminger, i li va dedicar una exposició retrospectiva l'any 1998.